# Mingalar Aviation Services
Mingalar Aviation Services ist eine myanmarische Fluggesellschaft mit Sitz in Rangun und Basis auf dem Rangun International Airport.

## Geschichte
Air KBZ wurde im Oktober 2010 von der Kanbawza Bank Ltd. gegründet und begann den kommerziellen Betrieb am 2. April 2011 mit dem Flug Rangun–Mandalay–Heho–Rangun.
2015 startete Air KBZ eine Codesharing-Vereinbarung mit Myanmar Airways International. Im Dezember 2016 expandierte Air KBZ schließlich selbst ins Ausland und flog mit Yangon und Chiang Mai im benachbarten Thailand ihre ersten Linienziele außerhalb Myanmars an.
Ende 2018 kaufte die 24 Hour Group, Air KBZ. Im Januar 2024 wurde die Fluggesellschaft in Mingalar Aviation Services (Markenname Mingalar) umbenannt.

## Flugziele
Mit Stand Januar 2024 verbindet Mingalar Aviation Services 13 Ziele innerhalb Myanmars.

## Flotte

### Aktuelle Flotte
Mit Stand Mai 2025 besteht die Flotte der Mingalar Aviation Services aus drei Flugzeugen mit einem Durchschnittsalter von 10 Jahren:
| Flugzeugtyp | Anzahl | bestellt | Anmerkungen                          |
| ----------- | ------ | -------- | ------------------------------------ |
| ATR 72-600  | 3      |          | wurden bereits als Air KBZ betrieben |
| Gesamt      | 3      | –        |                                      |

### Ehemalige Flotte der Air KBZ

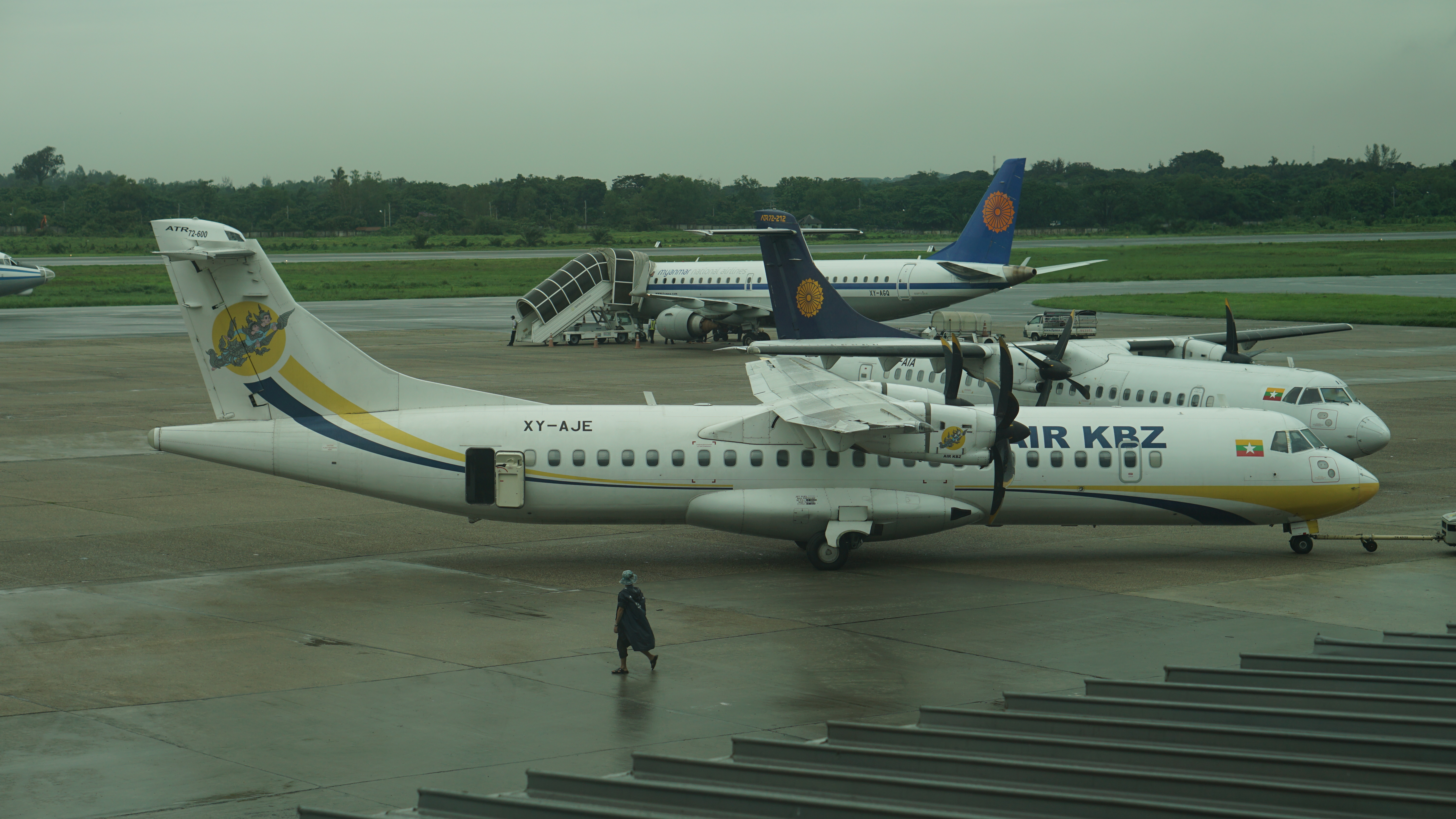
Zwei ATR-72 der Air KBZ

Als Air KBZ wurden außerdem folgende Flugzeuge betrieben:
| Flugzeugtyp | Anzahl | Anmerkung                          | Einflottung | Ausflottung |
| ----------- | ------ | ---------------------------------- | ----------- | ----------- |
| ATR 72-500  | 05     |                                    | 2011        | 2017        |
| ATR 72-600  | 10     | drei weiter als Mingalar betrieben | 2013        | 2024        |